# Сімон Ачіді Ачу
Сімон Ачіді Ачу (фр. Simon Achidi Achu; 5 листопада 1934 — 4 травня 2021) — камерунський політик, міністр юстиції Об'єднаної Республіки Камерун від 1972 до 1975 року, прем'єр-міністр Республіки Камерун від квітня 1992 до вересня 1996 року. 2013 року обраний до лав камерунського Сенату.